# نكهة (فيزياء الجسيمات)
النكهة في فيزياء الجسيمات هو رقم كمي للجسيمات الأولية. فالنكهة في الديناميكا اللونية الكمومية هو تناظر كوني، لكن في التفاعل الضعيف فإن هذا التناظر ينكسر وتظهر فيها عملية تغيير النكهة.

## التعريف
إذا كان هناك جزيئين أو أكثر لهما ذات التفاعلات المماثلة، فإنهما قد يتبادلان دون أي تأثير للخصائص الفيزيائية. فأي مزيج خطي (معقد) من هذين الجسيمين يعطي نفس الخصائص الفيزيائية، طالما أنهما متعامدان مع بعضهما البعض. بعبارة أخرى، فإن نظرية تملك تحولات التناظر مثل {\displaystyle M\left({u \atop d}\right)}، حيث {\displaystyle u} و{\displaystyle d} هما مجالين، و{\displaystyle M} هو أي وحدة مصفوفة 2 × 2 مع مُحدِّد الوحدة. وهذا مثال على تناظر النكهة.
أول ظهور لمصطلح النكهة وأصيغ للاستخدام في نموذج الكوارك للهادرون كان سنة 1968.

## نكهات أعداد الكم

### ليبتونات
جميع الليبتونات لديها عدد ليبتون {\displaystyle L=1}. بالإضافة إلى أن الليبتونات تحمل لف نظائري ضعيف، {\displaystyle T_{3}}، وهو {\displaystyle -{\frac {1}{2}}} لليبتونات الثلاث ذات الشحنة (أي إلكترون وميون وتاوون) و {\displaystyle +{\frac {1}{2}}} للنيترينوات الثلاثة المرتبطة. يقال عن كل زوج صنو من اللبتونات والنيترونو الذي يحتوي على {\displaystyle T_{3}} متعاكس بأنه منشئ جيل من اللبتونات. بالإضافة إلى أنه تسمى إحدى تعريفات العدد الكمي بشحنة مفرطة ضعيفة {\displaystyle Y_{W}}، وهي -1 لجميع لبتونات جهة اليسار. فكلا من اللف النظائري الضعيف والشحنة المفرطة الضعيفة محددة القياس في النموذج القياسي.
قد تعين اللبتونات العدد الكمي للنكهات الست: عدد الإلكترون، عدد الميون، عدد التاوون، والأرقام المطابقة لها في النيوترينو. وهي محفوظة ولا تتغير في التفاعلات الكهرومغناطيسة، ولكنها منتهكة في التفاعلات الضعيفة. لذا فعدد الكم لمثل «النكهة» ليست ذات أهمية كبيرة. فأهميته تكون أكثر عند كل جيل: فالعدد الإلكتروني (+1 للإلكترونات والكترونات النيوترينو)، والعدد الميوني (+1 للميون والميون النيوترينو)، وأيضا العدد التاوني (+1 للتاون والتاون النيوترينو). مع ذلك لايمكن الحفاظ على تلك الأرقام بشكل تام، حيث أن النيوترينو قد يختلط مع نفسه في الأجيال المختلفة: لذا فإن النيوترينو لنكهة ما قد يتحول إلى نكهة أخرى. فالذي يحدد قوة الاختلاط هي مصفوفة تسمى مصفوفة بي أم أن أس PMNS matrix.

### الكواركات
جميع الكواركات لديها رقم باريون {\displaystyle B={\frac {1}{3}}}. بالإضافة إلى حملها اللف النظائري الضعيف {\displaystyle T_{3}=\pm {\frac {1}{2}}}. وتسمى الكواركات الموجبة {\displaystyle T_{3}} بمجموعة الكواركات العلوية (وهي الكواركات العلوية والساحرة والقمية)، أما الكواركات السالبة {\displaystyle T_{3}} فتسمى بمجموعة الكواركات السفلية (وهي الكواركات السفلية والغريبة والقعرية). وكل ند من مجموعة الكوارك العلوية والسفلية تنشيء معا جيل من الكواركات.
لدى الكواركات نكهات الأرقام الكمية التالية:
- لف نظائري والذي لديها قيمة {\displaystyle I_{3}=+{\frac {1}{2}}} للكوارك العلوي وقيمة {\displaystyle I_{3}=-{\frac {1}{2}}} للكوارك السفلي.
- الغرابة ({\displaystyle S}): عدد كمي عرفه موري جيلمان. فالكوارك الغريب يعرف بأن لديه غرابة {\displaystyle -1}.
- السحر ({\displaystyle C}): ويعادل هذا العدد {\displaystyle +1} للكوارك الساحر.
- القعرية ({\displaystyle B}): عدد كمي يساوي {\displaystyle -1} لكوارك القعر.
- القمية ({\displaystyle T}): وهو عدد كمي يعادل {\displaystyle +1} لكوارك القمة.

هذه هي أرقام الكم المفيدة لأن التفاعلات الكهرومغناطيسية والقوية تحفظها (ولكن ليس التفاعل الضعيف). أما غيرها فيمكن أن يبنى على أرقام الكم المعطاة:
- شحنة مفرطة ({\displaystyle Y}): ‏{\displaystyle Y=B+S+C+B'+T}
- شحنة كهربائية: {\displaystyle Q=I_{3}+{\frac {1}{2}}Y} (انظر معادلة جيلمان-نشيجيما)

كوارك النكهة المعطاة هو قيمة ذاتية من التفاعل الضعيف الذي هو جزء من هاملتونيات: وهي تتفاعل بشكل واضح مع البوزونات {\displaystyle W} و {\displaystyle Z}.
ومن جانب آخر، يكون فرميون الكتلة الثابتة (القيمة الذاتية للحركة والتفاعل القوي هو جزء من الهاملتونيات) عادة من تراكب مختلف النكهات. ونتيجة لذلك فقد يتغير محتوى نكهة الحالة الكمية حسب انتشارها الحر. التحول من نكهة إلى قاعدة الكواركات الشاملة تكون معطاة مما يسمى مصفوفة سي كي أم (بالإنجليزية: CKM matrix)‏. تلك المصفوفة هي نظيرة لمصفوفة أم أن اس (بالإنجليزية: MNS matrix)‏ للكواركات، ويحدد قوام تغييرات النكهة بموجب التفاعلات الضعيفة من الكواركات.
تسمح مصفوفة سي كي ام لخرق تناظر الشحنة السوية إن كان هناك هناك ثلاثة أجيال على الأقل.

### الهادرونات والجسيمات المضادة
نكهة أعداد الكم هي إضافية. لذلك فمضاد الجسيمات له نكهة مساوية في المقدار عند الجسيمات ومعاكس له بالرمز. وترث الهادرونات نكهة عدد الكم من كوارك التكافؤ: فهذا هو أساس التصنيف عند نموذج الكوارك. فالعلاقات ما بين الشحنة المفرطة والشحنة الكهربائية ونكهات أعداد الكم الأخرى للهادرونات هي نفسها كما في الكواركات.

## ديناميكا لونية كمومية
يحتوي ديناميكا لونية كمومية على ست نكهات ولكنها مختلفة الكتل، لذا فإنها ليست حصرا للتبادل مع بعضها البعض. فالنكهة العلوية تتساوي تقريبا في الكتلة مع السفلية، والنظرية لكلا الكواركين تستحوذ على اللف النظائري. ففي بعض الحالات بإمكان أن يأخذ أحدهما نكهة {\displaystyle N_{\mathrm {f} }} للحصول على نفس الكتلة ولجلب تناظر نكهة {\displaystyle \mathrm {SU} } ‏({\displaystyle N_{\mathrm {f} }}).
يمكن اهمال كتل الكواركات عند ظروف معينة تماما.ففي تلك الحالة يمتلك كل نكهة كوارك تناظر متطابق. ثم يمكن لأي منها أن يحول النكهة بشكل منفصل من على يسار ويمين أجزاء مجال الكوارك. فمجموعة النكهة هي مجموعة الانطباق.
فإن كانت جميع الكواركات متساوية بالكتلة فإن تناظر الانطباق (بالإنجليزية: chiral symmetry)‏ سيكسر إلى تناظر موجه لمجموعة نكهة قطرية والذي ينطبق عليه نفس التحول إلى كلا لولبية الكواركات. ويطلق على تقليل التماثل هذا اسم «كسر التماثل البيِّن». وتتحكم كتلة الكوارك الجاري بكمية كسر التماثل البين في الديناميكا اللونية الكمومية.
حتى وإن كان الكوارك عديم الوزن، فإن تناظر نكهة الانطباق ستنكسر بشكل تلقائي إذا كان الفراغ نظريا يحتوي على مكثفات انطباقية (كما هو معمول به في الديناميكا اللونية الكمومية للطاقة المنخفضة). وهذ يرفع بشكل مؤثر في كتلة الكوارك، وتعرف عادة بكتلة كوارك التكافؤ في الديناميكا اللونية الكمومية.

### التناظرات في الديناميكا اللونية الكمومية
أثبتت تحاليل التجارب على أن كتل كوارك الجاري لنكهات الكواركات الأخف وزنا هي أقل من مؤشر الديناميكا اللونية الكمومية {\displaystyle \Lambda _{QCD}}، ومن ثم فإن تناظر نكهة الانطباق هو مقارب جيد للديناميكا اللونية الكمومية للكواركات العلوية والسفلية والغريبة. فنجاح نظرية اضطراب الانطباق وحتى النظرية الأبسط وهي نموذج الانطباق تنبثق من تلك الحقيقة. فكتل الكوارك المكافئ المستخرجة من نموذج الكوارك هي أضخم من كتلة الكوارك الجاري. وهذا يدل بأن الديناميكا اللونية لها كسر تناظر انطباقي تلقائي مع تشكيل لمكثف انطباقي.

## قوانين الحفظ
نكهات أرقام الكم المحفوظة بالكامل هي:
- الشحنة الكهربائية ({\displaystyle Q})
- رقم باريون ({\displaystyle B})
- رقم لبتون ({\displaystyle L})

عند بعض النظريات، تنتهك المحافظة على خصوصية عدد الباريون واللبتون، إذا كان الفرق بينهما ({\displaystyle B-L}) محفوظا، أما باقي نكهات الأرقام الكمي فهي منتهكة عن طريق تفاعلات القوة النووية الضعيفة. أما التآثر القوي فيحفظ جميع النكهات.

## تاريخ
توجد بعض الأحداث التاريخية والتي قادت إلى تطوير تناظر النكهة في مقال لف نظائري